# Nantechilda
Nantechilda, Nantylda (zm. 641 lub 642) – żona frankijskiego króla Dagoberta I, sprawowała władzę w czasie małoletności Chlodwiga II. 
Pochodziła z Sasów. Dagobert I pojął ją za żonę po oddaleniu swojej pierwszej małżonki – Gomatrudy. Miało to miejsce krótko po objęciu tronu przez Dagoberta w 623. Mieli jedno dziecko, Chlodwiga II. Po śmierci Dagoberta w 639 została de facto najważniejszą osobą w Neustrii, sprawując opiekę nad Chlodwigiem. Mianowała majordomem Burgundii Flaochada, co doprowadziło do wojny domowej między majordomem a możnym Willibodem. Zmarła w 641 lub 642.